# Alfred Dubucand
Alfred Dubucand, né Alfred Bucand le 25 novembre 1828 à Paris et mort le 7 septembre 1903 à Châteaudun, est un sculpteur français.

## Biographie

### Jeunesse et famille
Fils naturel de Marie Jeanne Bucand, fille de confiance, et de père non dénommé, Alfred Bucand naît à Paris en le 25 novembre 1828. Son nom est plus tard rectifié en Dubucand.
En 1856, devenu graveur estampeur, il épouse Léontine Charlotte Denise Waidèle. Le couple a une fille et un fils qui deviendra lui-même sculpteur et artiste peintre.

### Carrière

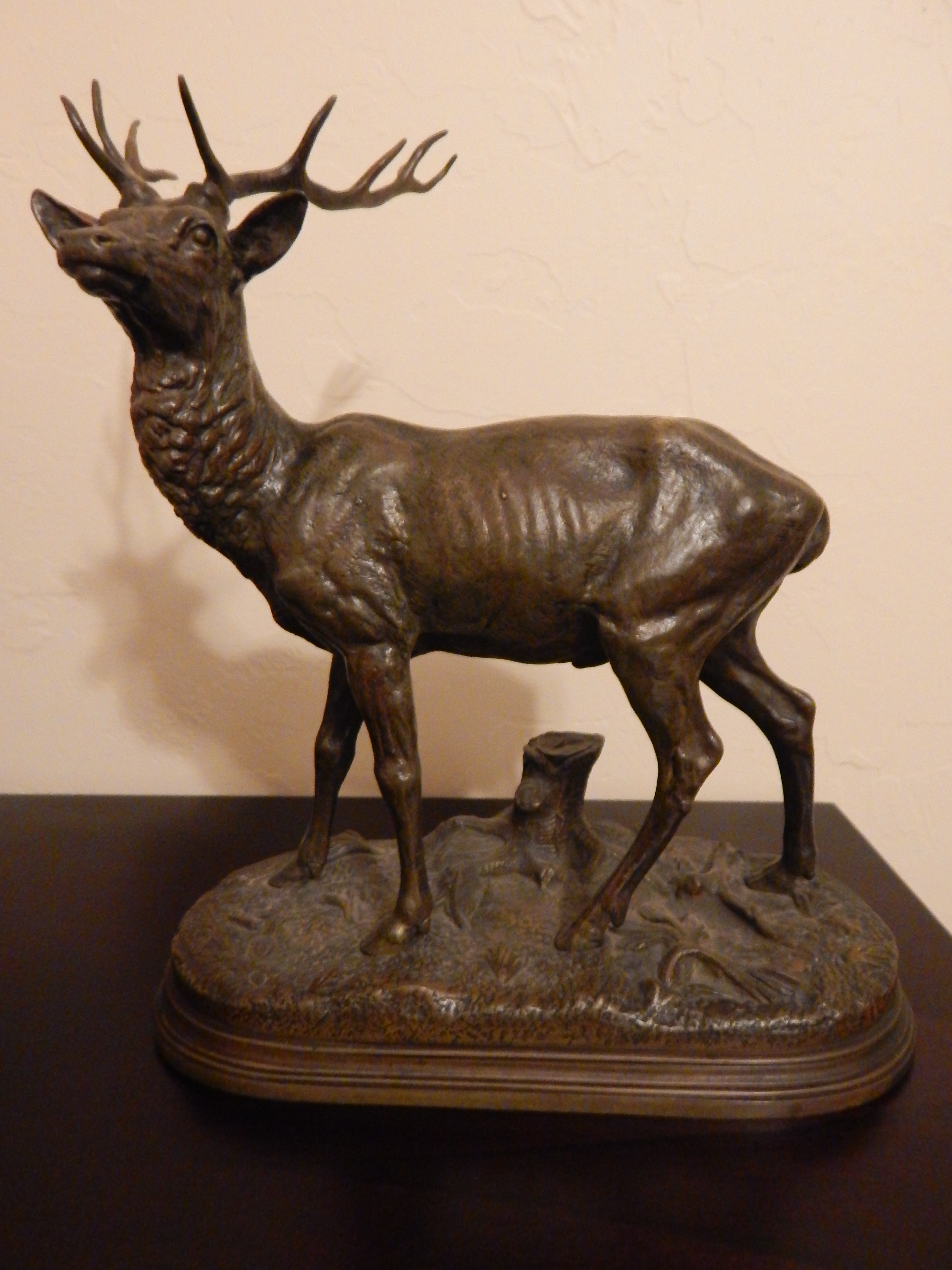
Attribué à Alfred Dubucand, Cerf, localisation inconnue.

Alfred Dubucand est l'un des élèves primés d'Antoine-Louis Barye. Il fait ses débuts au Salon de 1867, avec un modèle en cire d'un faisan mort.
Il a principalement modelé des groupes d'animaux, des cerfs, des chiens et des chevaux. Il a fréquemment expérimenté les patines chimiques de ses bronzes, d'après l'enseignement de Barye, qui a repoussé les limites avec ses patines vert foncé.
Dubucand porte une attention particulière aux détails anatomiques et à la justesse de mouvement de ses sujets. Il modèle ses figures en cire ou en argile, puis les tire en bronze à la cire perdue ou au sable.
Un grand nombre de ses sculptures orientalistes représentent des scènes nord-africaines figurant des tribus et des nomades arabes avec des chevaux ou des chameaux.
Dubucand expose une dernière fois au Salon de 1883 avec son groupe de Cavalier et femme arabes à la fontaine.
Établi à Châteaudun à la fin du XIXe siècle, il y meurt le 7 septembre 1903 à son domicile au 28, rue Nationale.